# Jaap van Boeijen
Jacob Elbert (Jaap) van Boeijen (Voorburg, 27 mei 1931 – Vlissingen, 5 april 1995) was een Nederlands politicus van de CHU en later het CDA.
Hij werd geboren als zoon van Hendrik van Boeijen, destijds voor de CHU lid van de Gedeputeerde Staten van Zuid-Holland en later onder andere minister van Binnenlandse Zaken. Na de hbs in Zeist begon hij zijn ambtelijke loopbaan als volontair bij de gemeente Soest waar hij kort daarop werd aangesteld als administratief ambtenaar. In augustus 1954 maakte hij de overstap naar de gemeentesecretarie van Rijswijk waar begon als adjunct-commies bij de afdeling financiën en onderwijs en vanaf 1959 was hij als commies A werkzaam bij het kabinet van de burgemeester. In juni 1964 werd Van Boeijen benoemd tot burgemeester van de gemeente Tholen wat toen niet veel meer was dan de stad Tholen. Bij de gemeentelijke herindeling van 1 juli 1971 werd hij de burgemeester het gehele eiland Tholen. In mei 1978 volgde zijn benoeming tot burgemeester van Harderwijk. In juni 1992 ging hij met 42 jaar in overheidsdienst vervroegd met pensioen waarna hij ging wonen in Middelburg. Drie jaar later overleed hij op 63-jarige leeftijd.